# نيكولا ستابلتون
نيكولا ستابلتون (بالإنجليزية: Nicola Stapleton)‏ هي ممثلة بريطانية، ولدت في 9 أغسطس 1974 في ساوثوورك في المملكة المتحدة.

## وصلات خارجية
- نيكولا ستابلتون على موقع IMDb (الإنجليزية)
- نيكولا ستابلتون على موقع روتن توميتوز (الإنجليزية)
- نيكولا ستابلتون على موقع ميوزك برينز (الإنجليزية)
- نيكولا ستابلتون على موقع قاعدة بيانات الفيلم (الإنجليزية)